# Теория когнитивного баланса
Теория когнитивного (структурного) баланса — одна из теорий когнитивного соответствия, созданная Фрицем Хайдером. В теории рассматривается когнитивная сбалансированность человека при восприятии другого человека и построение отношений к этому человеку и к знакомому им обоим предмету.
Например если какому-либо Человеку (Ч) нравится (+) Другой Человек (ДЧ), тогда возникнет встречное сбалансированное позитивное отношение у ДЧ к Ч. Символически это записывают так: Ч (+)> ДЧ и ДЧ (+)> Ч и т.о. взаимоотношения уравновешены. Однако если встречное позитивное отношение не возникло, то неустойчивость все же долго не продлится, и уравновешивание отношений произойдет иначе: Ч (-)> ДЧ (т.е. Человеку перестанет нравиться Другой Человек).
Возможно это стремление к устойчивости расширить до тройственного взаимоотношения, добавив некий предмет (Х), который также может например нравиться (+) или не нравиться (-). Если, скажем, человек Ч любит предмет X, но не любит другого человека ДЧ, тогда что почувствует Ч, узнав, что именно ДЧ изготовил тот предмет Х? Исходные отношения записываются так:
Ч (+)> X
Ч (-)> ДЧ
ДЧ (+)> Х
Человек почувствует дисбаланс в свои отношениях к Другому Человеку и к его творению Х, и будет стремится избавиться от дискомфортного когнитивного дисбаланса. В данном примере у Человека есть разные способы исправить дисбаланс :
Решить, что ДЧ не так уж и плох (поскольку он сделал любимый Человеком предмет Х);
Решить, что предмет X не так уж хорош, как казалось;
Сделать вывод, что неприятный ДЧ не мог создать любимый предмет X.